# Feministyczna teoria prawa
Feministyczna teoria prawa – teoria i filozofia prawa odwołujące się do założeń feminizmu. Feministyczna teoria prawa jest blisko związana z krytycznymi studiami nad prawem czy z feministyczną kryminologią. Jest też częścią szerszego ruchu prawa i społeczeństwa (Law and Society), starającego się badać prawo w jego szerszym kontekście społecznym.
Feministyczna teoria prawa stara się wyjaśnić, w jaki sposób prawo wiąże się z opresją kobiet i nierównością płci. Feministyczna teoria prawa stawia też sobie za zadanie poprawę położenia kobiet i ich równouprawnienie.

## Historia feministycznej teorii prawa
Feministyczna teoria prawa powstała pod koniec lat 60. XX wieku jako część drugiej fali feminizmu. Prawo zawsze zajmowało istotną pozycję w koncepcjach feministycznych. Feminizm pierwszej fali za swój główny cel uznawał walkę o równe prawa dla kobiet. Prawo było też głównym instrumentem zaprowadzania emancypacyjnych reform społecznych. Ruch feministyczny w drugiej fali uległ podziałowi. Liberalny feminizm nadal dążył do wprowadzenia równości wobec prawa, natomiast radykalne feministki wskazywały, że prawo okazało się nieskuteczne i pozostaje istotnym czynnikiem opresji i umacniania nierówności. Na przełomie lat 80. i 90. XX wieku nurt ten uległ dalszemu zróżnicowaniu.

## Główne problemy
Feministyczna teoria prawa podejmuje wszystkie tematy będące w obszarze zainteresowania teorii i filozofii prawa, rozważając je z pozycji feministycznych. Niektóre tematy badawcze są jednak specyficzne dla feministycznej teorii prawa. Do tych tematów należą:
- Problem różnicy – na ile różnice między kobietami i mężczyznami powinny być uwzględniane przez prawo[3]. W wyniku debaty w latach 80. XX w. w ruchu feministycznym przyjęło się przekonanie, że całkowita równość wobec prawa może mieć dyskryminujące konsekwencje. Instytucje prawne zaprojektowane z uwzględnieniem różnic płciowych (np. urlopy macierzyńskie) mogą być jednak postrzegane jako przywileje i przykłady nierównego traktowania. Debata wokół problemu różnicy dotyczy tego, jakie są istotne różnice międzypłciowe i jak powinny wyglądać odpowiednie uregulowania prawne. Niektóre feministki (np. Luce Irigaray) uznają też, że kobiety mają specyficzne prawa podstawowe (prawa kobiet), gdy tymczasem inne (np. Drucilla Cornell), uznają, że prawa podstawowe są dla wszystkich ludzi jednakowe, i właśnie żądanie równości w realizacji tych praw powinno stanowić podstawę działania ruchu feministycznego[4].
- Problem fizycznej dominacji – w jaki sposób prawo wspiera lub ogranicza przejawy fizycznej dominacji nad kobietami. Często dyskutowanymi tematami w ramach tego problemu są gwałt, molestowanie seksualne czy przemoc domowa i inne formy przemocy wobec kobiet[5]. Szczególnie gorące dyskusje wywołała kwestia zakazania pornografii. Część feministek (tzw. feministki antypornograficzne, np. Andrea Dworkin czy Catharine MacKinnon) uznają pornografię za uprzedmiotawiającą kobiety i wspierającą stosowanie wobec nich przemocy. Z tego powodu pornografia powinna być zakazana prawem. Z kolei feministki proseksualne (skupione w Feminist Anti-Censorship Taskforce – FACT) były przeciwko takim regulacjom. Stosunek wobec pornografii był jednym z głównych punktów sporu tzw. wojen seksualnych, które spowodowały skonfliktowanie ruchu feministycznego w latach 80. XX wieku[6].
- Problem udomowienia (domestification) kobiet – w jaki sposób prawo powoduje przywiązanie kobiety do sfery prywatnej, życia rodzinnego i prac domowych, równocześnie ograniczając jej dostęp do sfery publicznej i życia zawodowego[7].